# 31957 Braunstein
31957 Braunstein è un asteroide della fascia principale. Scoperto nel 2000, presenta un'orbita caratterizzata da un semiasse maggiore pari a 2,2625251 UA e da un'eccentricità di 0,1315040, inclinata di 5,64913° rispetto all'eclittica.